# Montagne des Frêtes
La montagne des Frêtes est une montagne de France située en Haute-Savoie.

## Géographie

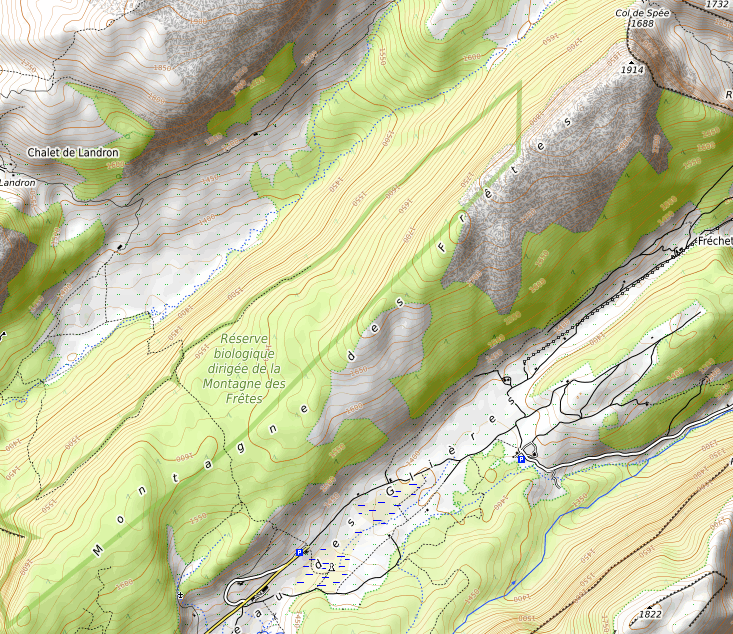
Carte topographique.

De forme allongée selon un axe nord-est-sud-ouest, elle est constituée d'un anticlinal entre deux synclinaux : le plateau des Glières qui le sépare de la montagne des Auges au sud-est et le Champ Laitier qui le sépare de la montagne de Sous-Dîne au nord-ouest. D'un point de vue géologique, elle constitue le prolongement du mont Téret situé au sud-ouest par-delà la cluse de la Fillière. À ses deux extrémités, elle est interrompue par des falaises au-dessus de la combe du Creux des Sarrazins et du Petit-Bornand dans la vallée du Borne au nord-est et de la vallée de la Fillière au sud-ouest. Elle est en grande partie couverte de forêt dont une partie est incluse dans une réserve biologique dirigée.

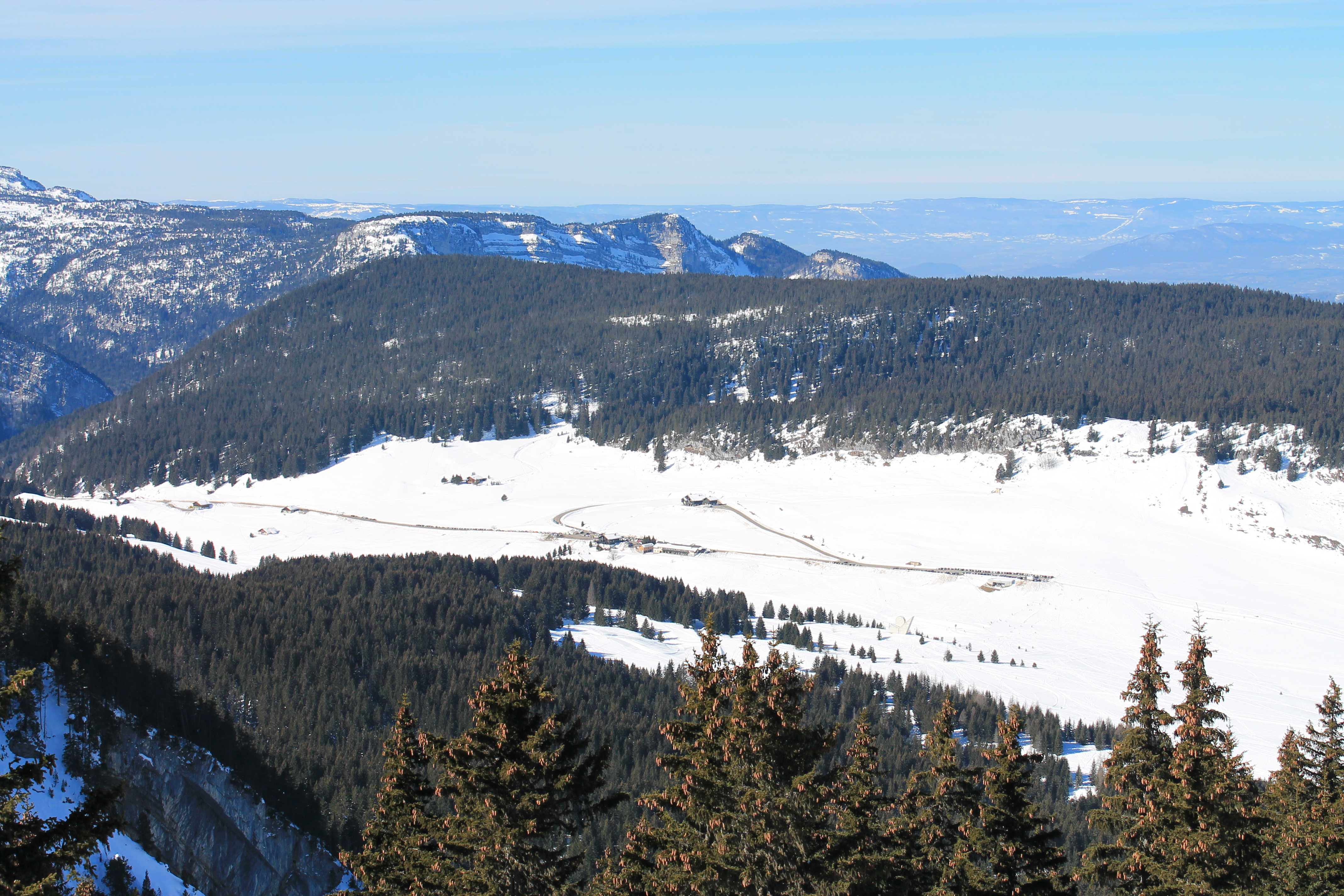
Vue de l'extrémité sud-ouest de la montagne des Frêtes par-delà le plateau des Glières depuis la montagne des Auges à l'est.